# Sten Sturemonumentet

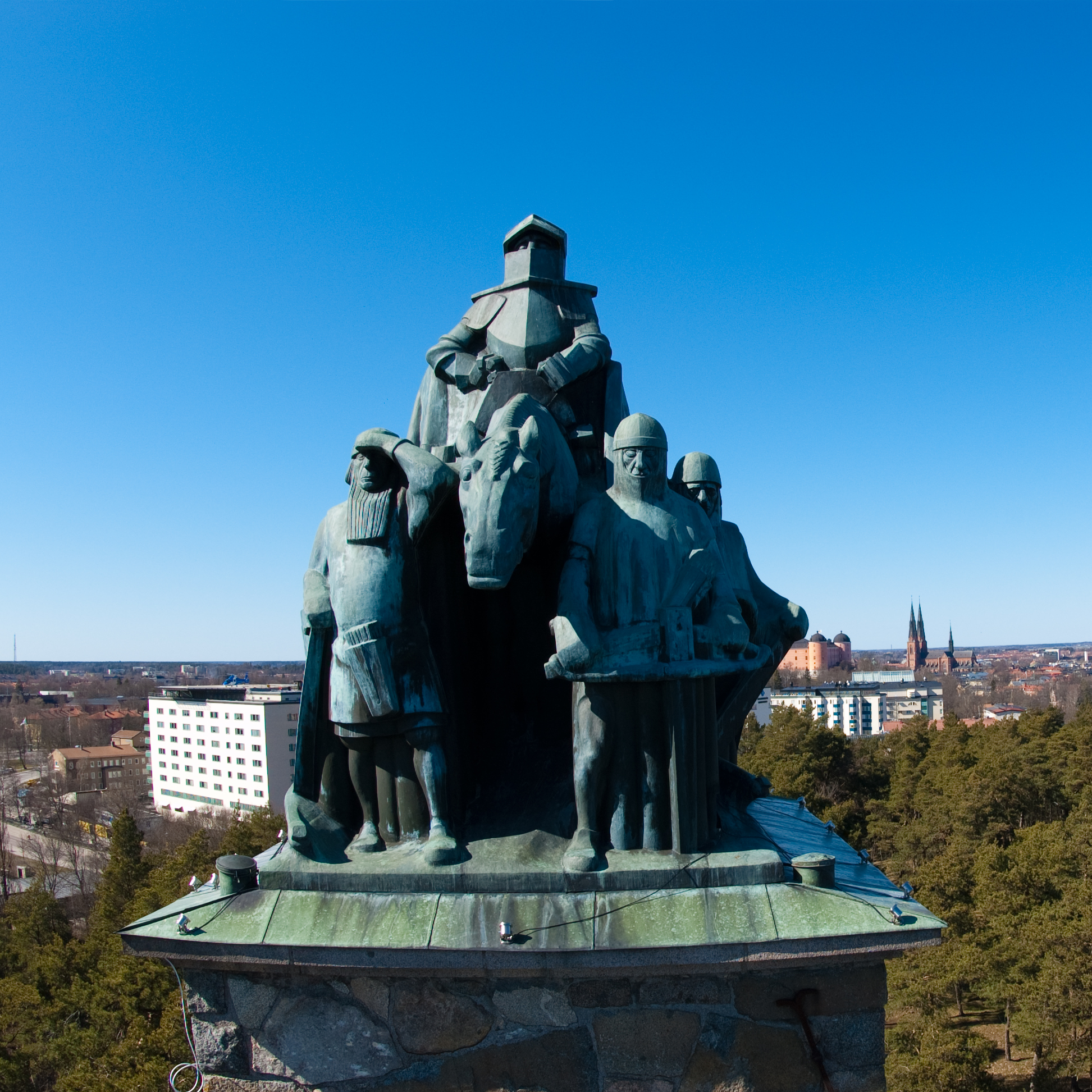
Sten Sturemonumentet i Uppsala.

Sten Sturemonumentet (även känt som Sturen på Kronåsen och Sten Sture-monumentet) är en skulpturgrupp i brons utförd av Carl Milles. Monumentet beläget på Kronåsen i Uppsala avtäcktes den 13 februari 1925, men arbetet påbörjades redan 1902.

## Historia
Idén till ett monument över Sten Sture den äldre kom från Uppsala studentkår, och gick tillbaka till 1871 då 400-årsdagen av slaget vid Brunkeberg högtidlighölls. Först 1901 utlystes en pristävling i vilken Carl Milles deltog, som då fortfarande uppehöll sig i Paris för sina studier. Carl Milles medtävlande var bland annat Charles Lindholm, Ragnar Östberg och Olle Hjortzberg. När prisnämnden i april 1902 offentliggjorde sitt beslut hamnade Milles förslag först på plats fyra, efter Lindholm, Östberg och Hjortzberg. Det blev en chock för Milles, han hade varit säker på att vinna.
Prisnämndens utslag fick dock stark kritik, inte minst från Uppsala studentkår, som tryckte affischer med uppmaningen att avsätta priskommittén. Studenterna körde över prisnämnden och bjöd in Carl Milles, som genast reste till Uppsala. Under tiden hade hela affären diskuterats i pressen och när Milles anlände hade den unge skulptören blivit allmänt känd. En nytillsatt monumentkommitté var mycket entusiastisk för Milles och beställde en modell av Sten Sturemonumentet samt samlade in de pengar som fattades. 
I och med Sten Sture-affären var Milles namn på allas läppar, han hade till och med blivit emottagen av konungen Oscar II  som noggrant hade studerat Milles skiss till Sten Sture. Det skulle dock dröja ända till år 1925 innan Sten Sturemonumentet kunde invigas. Anledning till denna försening var dels brist på medel, dels olika uppfattningar om var i Uppsala Sten Sture egentligen skulle placeras. 
När Sten Sturemonumentet slutligen kom på plats, hade nästan 25 år gått sedan den första skissen. Milles själv arbetade numera i en helt annan, lättare stil, de tunga stenmonumentens tid hade han lämnat i och med skulpturen Sjöguden i Stockholm från 1913. Även den allmänna smaken hade ändrats, och kritiken tyckte “för mycket Sten, för lite Sture”. 
Sten Sturemonumentet var en stor framgång för Milles som nådde stor nationell ryktbarhet för sitt bidrag i pristävlingen.